# Parasuta flagellum
Parasuta flagellum е вид змия от семейство Аспидови (Elapidae). Видът не е застрашен от изчезване.

## Разпространение и местообитание
Разпространен е в Австралия (Виктория, Нов Южен Уелс и Южна Австралия).
Обитава гористи местности, пустинни области, ливади, крайбрежия и плажове.